# Hexarthrius howdeni
Hexarthrius howdeni es una especie de coleóptero de la familia Lucanidae.

## Distribución geográfica
Habita en Luzon, Mindoro en (Filipinas).